# Estación de radio

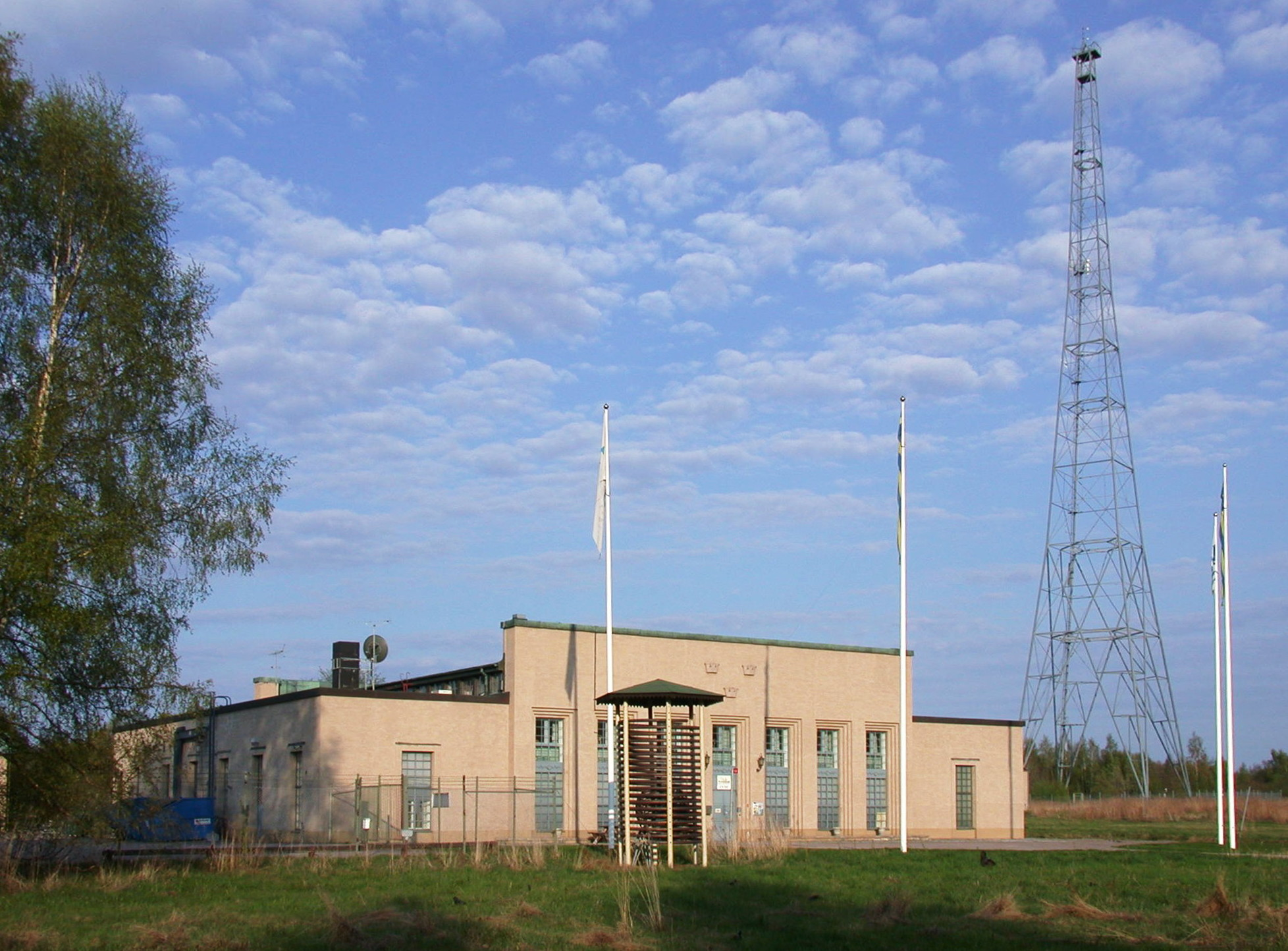
Estación de radio en Motala, Suecia.

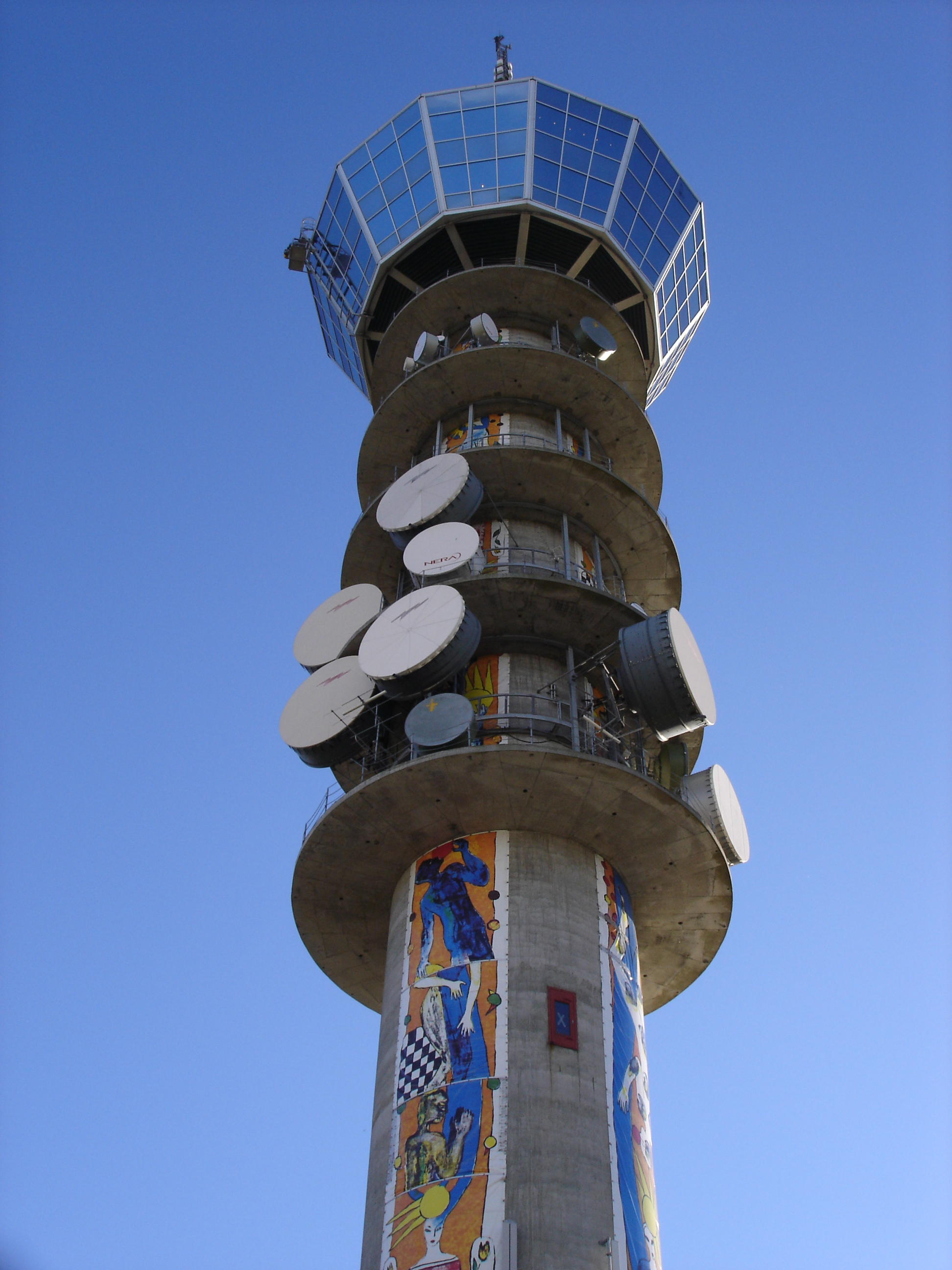
Antena de radio.

La estación de radio es la infraestructura necesaria (micrófonos, centrales de control, amplificadores, moduladores, antenas, estudios de radiofonía) para poder transmitir audio (sonido), a veces con metadatos relacionados, mediante ondas de radio destinadas a llegar a una amplia audiencia. En la radiodifusión terrestre, las ondas de radio son transmitidas por una estación de radio terrestre, mientras que en la radio por satélite las ondas de radio son transmitidas por un satélite en órbita terrestre. Para recibir el contenido, el oyente debe tener un receptor de radiodifusión (radio). Las estaciones a menudo están afiliadas a una red de radio que proporciona contenido en un formato de radio común, ya sea en la sindicación de transmisión o transmisión simultánea o ambos. Las estaciones de radio transmiten con varios tipos diferentes de modulación: las estaciones de radio AM transmiten en AM (amplitud modulada), las estaciones de radio FM transmiten en FM (frecuencia modulada), que son estándares de audio analógico más antiguos , mientras que las estaciones de radio digital más nuevas transmiten en varios estándares de audio digital : DAB (transmisión de audio digital), radio HD , DRM (Digital Radio Mondiale). La transmisión de televisión es un servicio independiente que también utiliza frecuencias de radio para transmitir señales de televisión (video).

## Historia
Las primeras estaciones de radio eran sistemas de radiotelegrafía y no transmitían audio. Para que las transmisiones de audio fueran posibles, fue necesario incorporar dispositivos electrónicos de detección y amplificación.
La válvula termoiónica (una especie de tubo de vacío) fue inventada en 1904 por el físico inglés John Ambrose Fleming. Desarrolló un dispositivo que llamó "válvula de oscilación" (porque pasa corriente en una sola dirección). El filamento calentado, o cátodo, era capaz de emitir electrones termoiónicos que fluirían hacia la placa (o ánodo) cuando estaba a un voltaje más alto. Los electrones, sin embargo, no podían pasar en la dirección inversa porque la placa no se calentó y, por lo tanto, no era capaz de emitir electrones termoiónicos. Más tarde conocida como válvula Fleming, podría usarse como rectificador de corriente alterna y como detector de onda de radio. Esto mejoró enormemente el conjunto de cristales que rectificaba la señal de radio usando un diodo de estado sólido temprano basado en un cristal y el llamado bigote de gato. Sin embargo, lo que todavía se necesitaba era un amplificador.
El triodo (vapor de mercurio lleno con una rejilla de control) fue creado el 4 de marzo de 1906 por el austríaco Robert von Lieben independientemente de eso, el 25 de octubre de 1906, Lee De Forest patentó su Audion de tres elementos. No se puso en práctica hasta 1912, cuando los investigadores reconocieron su capacidad de amplificación.
Alrededor de 1920, la tecnología de válvulas había madurado hasta el punto en que la radiodifusión se estaba volviendo viable rápidamente. Sin embargo, una transmisión de audio temprana que podría denominarse una transmisión pudo haber ocurrido en la víspera de Navidad de 1906 por Reginald Fessenden, aunque esto se discute. Si bien muchos de los primeros experimentadores intentaron crear sistemas similares a los dispositivos radiotelefónicos mediante los cuales solo dos partes debían comunicarse, hubo otros que intentaron transmitir a un público más amplio. Charles Herrold comenzó a transmitir en California en 1909 y llevaba audio al año siguiente. (La estación de Herrold finalmente se convirtió en KCBS ).
En La Haya, Países Bajos, PCGG comenzó a transmitir el 6 de noviembre de 1919, convirtiéndola posiblemente en la primera estación de transmisión comercial. En 1916, Frank Conrad, un ingeniero eléctrico empleado en Westinghouse Electric Corporation, comenzó a transmitir desde su garaje de Wilkinsburg, Pensilvania, con las letras 8XK. Más tarde, la estación se trasladó a la parte superior del edificio de la fábrica Westinghouse en East Pittsburgh, Pensilvania. Westinghouse relanzó la estación como KDKA el 2 de noviembre de 1920, como la primera estación de radio con licencia comercial en los Estados Unidos. La designación de radiodifusión comercial proviene del tipo de licencia de transmisión ; los anuncios no salieron al aire hasta años después. La primera transmisión con licencia en los Estados Unidos provino de la propia KDKA: los resultados de las elecciones presidenciales de Harding / Cox. La estación de Montreal que se convirtió en CFCF comenzó a transmitir programación el 20 de mayo de 1920, y la estación de Detroit que se convirtió en WWJ comenzó a transmitir programas a partir del 20 de agosto de 1920, aunque ninguna tenía licencia en ese momento.
En 1920, comenzaron las transmisiones inalámbricas para entretenimiento en el Reino Unido desde el Centro de Investigación Marconi 2MT en Writtle cerca de Chelmsford, Inglaterra. Una famosa transmisión de la fábrica New Street Works de Marconi en Chelmsford fue realizada por la famosa soprano Dame Nellie Melba el 15 de junio de 1920, donde cantó dos arias y su famoso trino. Fue la primera artista de renombre internacional en participar en transmisiones directas de radio. La estación 2MT comenzó a transmitir entretenimiento regular en 1922. La BBC se fusionó en 1922 y recibió una Carta Real en 1926, lo que la convirtió en la primera emisora nacional del mundo seguida por la Radio Checa y otras emisoras europeas en 1923.
Radio Argentina inició transmisiones programadas regularmente desde el Teatro Coliseo de Buenos Aires el 27 de agosto de 1920, haciendo su propio reclamo de prioridad. La emisora obtuvo su licencia el 19 de noviembre de 1923. La demora se debió a la falta de trámites oficiales argentinos de licencia antes de esa fecha. Esta estación continuó transmitiendo regularmente entretenimiento y comida cultural durante varias décadas.
La radio en la educación pronto siguió y las universidades de los EE. UU. Comenzaron a agregar cursos de radiodifusión a sus planes de estudio. Curry College en Milton, Massachusetts introdujo una de las primeras especialidades de radiodifusión en 1932 cuando la universidad se asoció con WLOE en Boston para que los estudiantes transmitieran programas. En 1931, la mayoría de los hogares estadounidenses poseían al menos un receptor de radio.

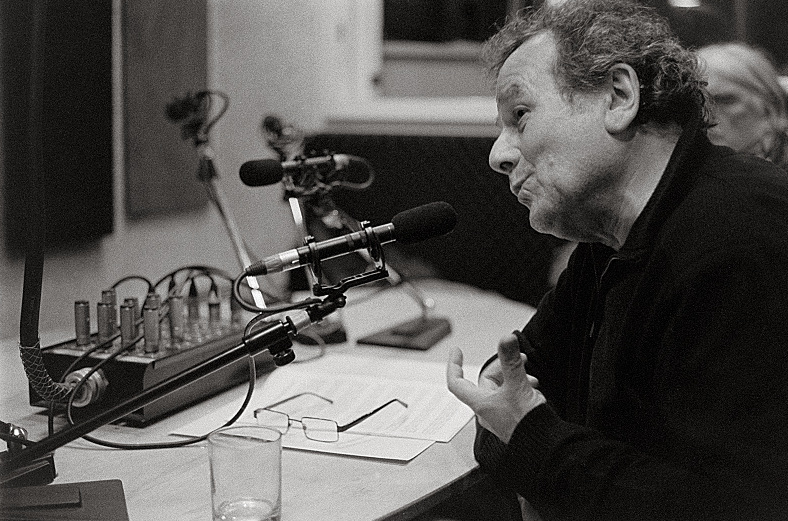
Uso de una estación de radiodifusión sonora

De conformidad con el Reglamento de Radiocomunicaciones de la UIT ( artículo 1.61), cada estación de radiodifusión se clasificará según el servicio en el que opere de forma permanente o temporal.

## Tipos

Diagrama de transmisión de la radiodifusión sonora (AM y FM)

La transmisión por radio adopta varias formas. Estos incluyen estaciones de AM y FM . Hay varios subtipos, a saber, radiodifusión comercial, radiodifusión pública educativa no comercial, y variedades sin fines de lucro , así como radio comunitaria, estaciones de radio de campus dirigidas por estudiantes y estaciones de radio de hospitales que se pueden encontrar en todo el mundo. Muchas estaciones transmiten en bandas de onda corta utilizando tecnología AM que se puede recibir a miles de millas (especialmente de noche). Por ejemplo, BBC, VOA, VOR y Deutsche Welle han transmitido por onda corta a África y Asia. Estas emisiones son muy sensibles a las condiciones atmosféricas y la actividad solar.
Nielsen Audio, anteriormente conocida como Arbitron, la empresa con sede en Estados Unidos que informa sobre audiencias de radio, define una "estación de radio" como una estación de AM o FM con licencia del gobierno; una estación de HD Radio (primaria o multidifusión); una transmisión de Internet de una estación existente con licencia del gobierno; uno de los canales de radio satelital de XM Satellite Radio o Sirius Satellite Radio; o, potencialmente, una estación que no tiene licencia del gobierno.

### Amplitud Modulada - AM

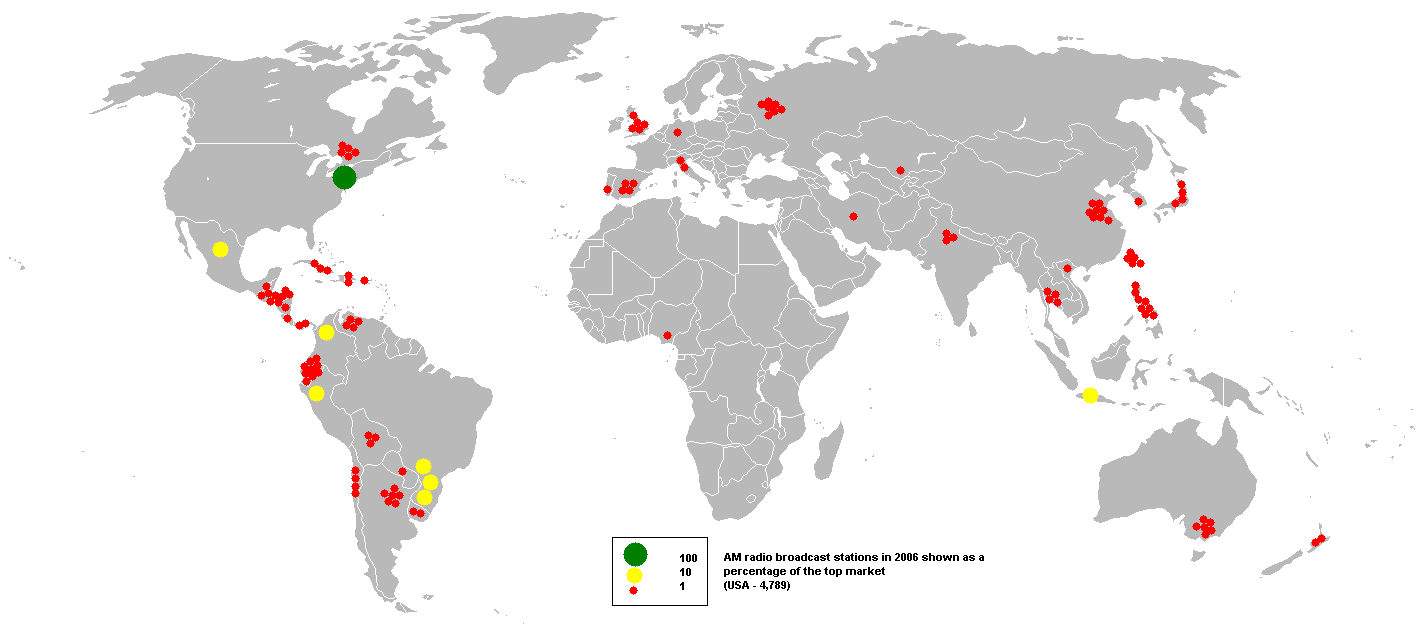
Estaciones de radiodifusión AM en 2006.

Las estaciones de AM fueron las primeras estaciones de radiodifusión que se desarrollaron. AM se refiere a la modulación de amplitud, un modo de transmitir ondas de radio mediante la variación de la amplitud de la señal portadora en respuesta a la amplitud de la señal que se va a transmitir. La banda de onda media se utiliza en todo el mundo para la radiodifusión AM. Europa también utiliza la banda de onda larga. En respuesta a la creciente popularidad de las estaciones de radio FM estéreo a fines de la década de 1980 y principios de la de 1990, algunas estaciones norteamericanas comenzaron a transmitir en estéreo AM , aunque esto nunca ganó popularidad y se vendieron muy pocos receptores.
La señal está sujeta a interferencias de tormentas eléctricas ( rayos ) y otras interferencias electromagnéticas (EMI). Una ventaja de la señal de radio AM es que se puede detectar (convertir en sonido) con un equipo simple. Si una señal es lo suficientemente fuerte, ni siquiera se necesita una fuente de alimentación; La construcción de un receptor de radio de cristal sin alimentación fue un proyecto común de la infancia en las primeras décadas de la radiodifusión AM.
Las transmisiones de AM ocurren en ondas de aire de América del Norte en el rango de frecuencia de onda media de 525 a 1,705 kHz (conocida como la “banda de transmisión estándar”). La banda se amplió en la década de 1990 al agregar nueve canales de 1,605 a 1,705 kHz. Los canales están espaciados cada 10 kHz en las Américas y, generalmente, cada 9 kHz en todos los demás lugares.
Las transmisiones AM no se pueden propagar ionosféricamente durante el día debido a la fuerte absorción en la capa D de la ionosfera. En un entorno de canales abarrotados, esto significa que la potencia de los canales regionales que comparten una frecuencia debe reducirse por la noche o transmitirse direccionalmente para evitar interferencias, lo que reduce la audiencia nocturna potencial. Algunas estaciones tienen frecuencias no compartidas con otras estaciones en América del Norte; estos se denominan estaciones de canal claro . Muchos de ellos se pueden escuchar en gran parte del país durante la noche. Durante la noche, la absorción desaparece en gran medida y permite que las señales viajen a lugares mucho más distantes a través de reflejos ionosféricos. Sin embargo, el desvanecimiento de la señal puede ser grave durante la noche.
Los transmisores de radio AM pueden transmitir frecuencias de audio de hasta 15 kHz (ahora limitado a 10 kHz en los EE. UU. Debido a las reglas de la FCC diseñadas para reducir la interferencia), pero la mayoría de los receptores solo pueden reproducir frecuencias de hasta 5 kHz o menos. En el momento en que comenzó la transmisión AM en la década de 1920, esto proporcionó la fidelidad adecuada para los micrófonos existentes, las grabaciones de 78 rpm y los altavoces. Posteriormente, la fidelidad del equipo de sonido mejoró considerablemente, pero los receptores no. La reducción del ancho de banda de los receptores reduce el costo de fabricación y los hace menos propensos a las interferencias. A las estaciones de AM nunca se les asignan canales adyacentes en la misma área de servicio. Esto evita que la potencia de banda lateral generada por dos estaciones interfiera entre sí. Bob Carver creó un sintonizador estéreo de AM que emplea filtrado de muesca que demostró que una transmisión de AM puede alcanzar o superar el ancho de banda de banda base de 15 kHz asignado a las estaciones de FM sin interferencias objetables. Después de varios años, el sintonizador se suspendió. Bob Carver había dejado la compañía y Carver Corporation luego redujo el número de modelos producidos antes de descontinuar la producción por completo.
Además de en las bandas de onda media, la amplitud modulada (AM) también se utiliza en las bandas de onda corta y larga . La onda corta se utiliza principalmente para emisoras nacionales, propaganda internacional u organizaciones de radiodifusión religiosas . Las transmisiones de onda corta pueden tener un alcance internacional o intercontinental dependiendo de las condiciones atmosféricas. La radiodifusión AM de onda larga se produce en Europa, Asia y África. La propagación de la onda terrestre en estas frecuencias se ve poco afectada por los cambios diarios en la ionosfera, por lo que las emisoras no necesitan reducir la potencia durante la noche para evitar interferencias con otros transmisores.

### Frecuencia Modulada - FM

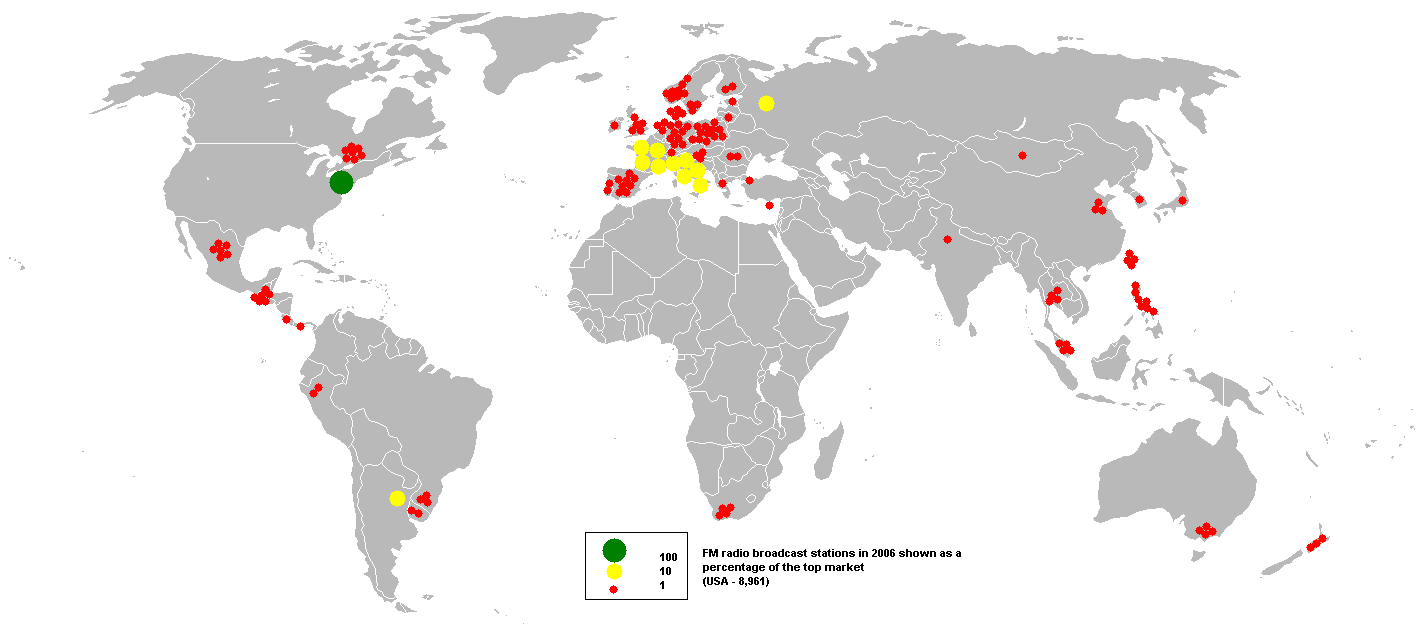
Emisoras de radio FM en 2006.

FM se refiere a la modulación de frecuencia y se produce en ondas de VHF en el rango de frecuencia de 87,5 a 108 MHz en todas partes, excepto en Japón y Rusia. Rusia, al igual que la ex Unión Soviética, utiliza frecuencias de 65,9 a 74 MHz además del estándar mundial. Japón utiliza la banda de frecuencia de 76 a 90 MHz.
Edwin Howard Armstrong inventó la radio FM para superar el problema de la interferencia de radiofrecuencia (RFI), que plagaba la recepción de radio AM. Al mismo tiempo, se logró una mayor fidelidad al espaciar más las estaciones en el espectro de frecuencias de radio. En lugar de una separación de 10 kHz, como en la banda AM en los EE. UU., los canales de FM están separados por 200 kHz (0,2 MHz). En otros países, a veces es obligatorio un mayor espaciado, como en Nueva Zelanda, que utiliza un espaciado de 700 kHz (anteriormente 800 kHz). La fidelidad mejorada disponible estaba muy por delante de los equipos de audio de la década de 1940, pero se eligió un amplio espacio entre canales para aprovechar la función de supresión de ruido de FM.
No se necesita un ancho de banda de 200 kHz para acomodar una señal de audio; de 20 kHz a 30 kHz es todo lo que se necesita para una señal de FM de banda estrecha. El ancho de banda de 200 kHz dejaba espacio para una desviación de la señal de ± 75 kHz de la frecuencia asignada, además de bandas de guarda para reducir o eliminar la interferencia del canal adyacente. El ancho de banda más grande permite transmitir una señal de audio con un ancho de banda de 15 kHz más una "subportadora" estéreo de 38 kHz, una señal que se acopla a la señal principal. Algunas emisoras utilizan la capacidad adicional no utilizada para transmitir funciones de servicios públicos, como música de fondo para áreas públicas, señales auxiliares de GPS o datos del mercado financiero.
El problema de las interferencias nocturnas de la radio AM se abordó de otra manera. En el momento en que se configuró FM, las frecuencias disponibles eran mucho más altas en el espectro que las utilizadas para la radio AM, en un factor de aproximadamente 100. El uso de estas frecuencias significaba que incluso a una potencia mucho mayor, el rango de una señal de FM dada era mucho más corto; por tanto, su mercado era más local que el de la radio AM. El rango de recepción por la noche es el mismo que durante el día. Todas las transmisiones de radiodifusión de FM tienen línea de visión y el rebote ionosférico no es viable. Los anchos de banda mucho mayores, en comparación con AM y SSB, son más susceptibles a la dispersión de fase. Las velocidades de propagación (celeridades) son más rápidas en la ionosfera a la frecuencia de banda lateral más baja. La diferencia de celeridad entre las bandas laterales más alta y más baja es bastante evidente para el oyente. Tal distorsión ocurre hasta frecuencias de aproximadamente 50 MHz. Las frecuencias más altas no se reflejan en la ionosfera ni en las nubes de tormenta. Los reflejos de la luna se han utilizado en algunos experimentos, pero requieren niveles de potencia poco prácticos.
El servicio de radio FM original en los EE. UU. era Yankee Network, ubicado en Nueva Inglaterra. La radiodifusión FM regular comenzó en 1939 pero no representó una amenaza significativa para la industria de la radiodifusión AM. Requería la compra de un receptor especial. Las frecuencias utilizadas, 42 a 50 MHz, no eran las que se utilizan en la actualidad. El cambio a las frecuencias actuales, de 87,5 a 108 MHz, comenzó después del final de la Segunda Guerra Mundial y hasta cierto punto fue impuesto por las emisoras de AM como un intento de paralizar lo que ahora se consideraba una amenaza potencialmente seria.
La radio FM de la nueva banda tenía que empezar desde la planta baja. Como empresa comercial, siguió siendo un medio poco utilizado para los entusiastas del audio hasta la década de 1960. Las estaciones de AM más prósperas, o sus propietarios, adquirieron licencias de FM y, a menudo, transmiten la misma programación en la estación de FM que en la estación de AM (" transmisión simultánea "). La FCC limitó esta práctica en la década de 1960. En la década de 1980, dado que casi todas las radios nuevas incluían sintonizadores AM y FM, FM se convirtió en el medio dominante, especialmente en las ciudades. Debido a su mayor alcance, la MA siguió siendo más común en entornos rurales.